# Nemecká
Nemecká (deutsch Deutschdorf an der Gran, ungarisch Garamnémetfalva – bis 1902 Németfalva – älter auch Nemecke) ist eine Gemeinde in der Mittelslowakei. Sie gehört zum Okres Brezno und ist damit ein Teil des Landschaftsverbands Banská Bystrica. Sie liegt in dem Talkessel Horehronské podolie am Fuße der Niederen Tatra und des Slowakischen Erzgebirges und ist etwa 17 Kilometer von Brezno und 23 Kilometer von Banská Bystrica entfernt.

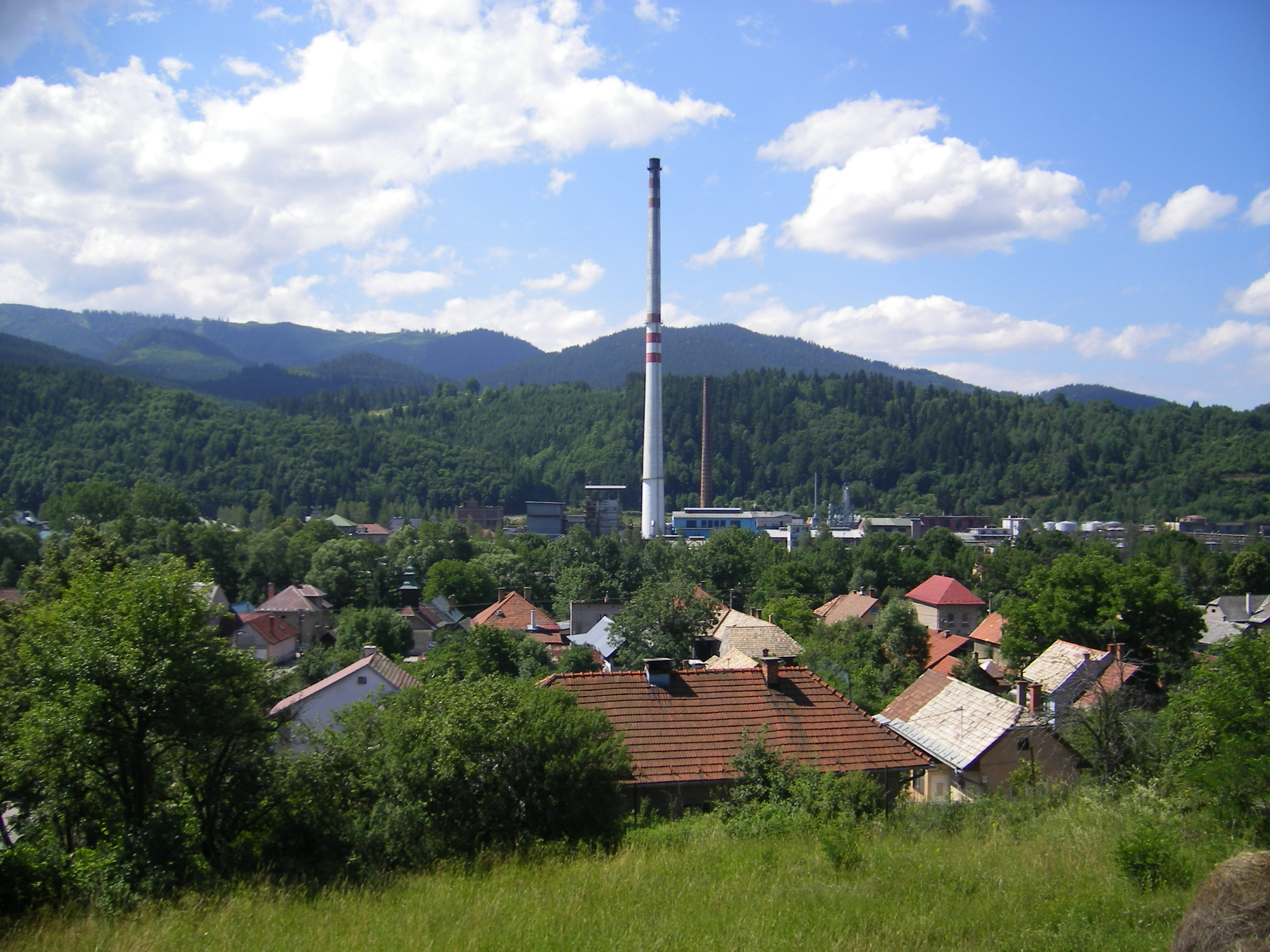
Blick auf den Ort

Der Ort wurde 1281 erstmals schriftlich als Nempti erwähnt.
Im Januar 1945 wurden nach der Niederschlagung des Slowakischen Nationalaufstandes schätzungsweise 450 bis 900 Menschen ermordet und in einem Kalkwerk verbrannt. 1959 wurde an dieser Stelle ein Denkmal errichtet.
Neben dem Hauptort gehören auch noch die Dörfer Dubová und Zámostie zum Gemeindegebiet.

## Bevölkerung
| Jahr                | 1994 | 2004    | 2014    | 2024    |
| ------------------- | ---- | ------- | ------- | ------- |
| Anzahl der Personen | 1708 | 1813    | 1826    | 1691    |
| Unterschied         |      | +6,14 % | +0,71 % | −7,39 % |

| Jahr                | 2023 | 2024    |
| ------------------- | ---- | ------- |
| Anzahl der Personen | 1694 | 1691    |
| Unterschied         |      | −0,17 % |